# Memorial William A. Starke
O Memorial William A. Starke é uma obra de arte pública do artista americano Robert Ingersoll Aitken, localizada no Forest Home Cemetery, no lado sul de Milwaukee, Wisconsin. A obra de arte é uma figura de bronze representando um anjo sentado. Ele está localizado na secção 33 do cemitério em 2405 W. Forest Home Ave.
O trabalho homenageia William Starke, um empresário local envolvido com a CH Starke Bridge Company, a Christopher Steamship Company e a Sheriff Manufacturing Company.